# Figatell
Els figatells o frigatells són embotits frescos elaborats amb magre i fetge de porc. Són típics de les comarques valencianes de la Marina Alta, Marina Baixa, la Safor i la Vall d'Albaida.
L'origen seria el figatellu de Còrsega, que hauria estat portat al País Valencià per un grup de repobladors genovesos que arribaren al segle xvi a la Safor. A més, el figatell es relaciona sovint amb altres embotits de la mediterrània com la shiftalia xipriota i té una relació nominal i per l'ús del fetge de porc amb l'esmentat figatellu cors, tot i que aquest últim cas es tracta d'un embotit sec.

## Característiques
S'elaboren artesanalment amb una mescla de fetge de porc i una quantitat similar de bocins de carn magra de porc. A la barreja resultant s'hi afegeix julivert, pebre negre, clau i sal, formant una espècie de mandonguilla grossa que s'embolica amb mesenteri de porc, és a dir, la mantellina que recobreix l'estómac d'aquests animals (una bosseta de budell o un tros de bufeta). La seua preparació culinària és generalment fregida o a la planxa. Se serveix calent.

## Expansió a altres llocs
Els figatells de la cuina valenciana tenen una versió aragonesa coneguda com a fardel. Així mateix, dins el País Valencià hi ha diverses versions en funció de la zona on s'elabora, com ara a la comarca de les Valls d'Alcoi on el figatell en lloc de ser capolat com l'embotit tradicional es fa a petits trossos i s'especia amb herbes de la Mariola.